# Biciuirea lui Cristos (Piero della Francesca)

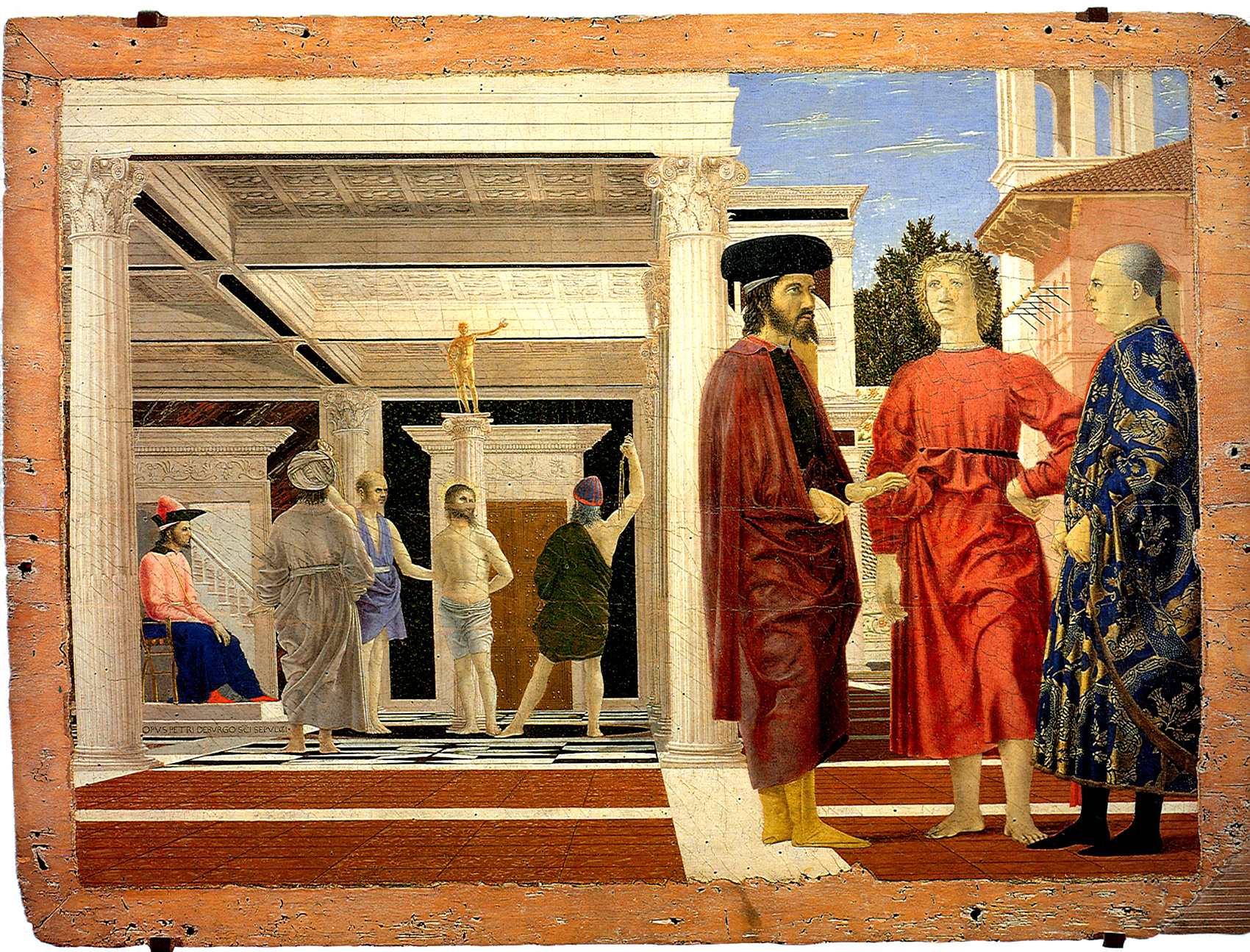

Biciuirea lui Cristos este un tablou de dimensiuni mici (58,6 x 80,5 cm) pictat de Piero della Francesca, pe un panou de lemn, către 1445.

## Interpretarea tabloului
Tabloul prezintă simultan două scene plasate în epoci diferite. În jumătatea stângă se zăresc trei personaje în haine din Perioada Renașterii. Se presupune că este vorba despre fratele vitreg al lui Federico da Montefeltro, însoțit de doi dintre consilierii săi, doi trădători care luaseră parte la complotul prin care se urmărea răsturnarea lui Federico. Scena ar prezenta, așadar, supliciul nobilului trădat și asasinat. Dar interpretările tabloului sunt numeroase. La dreapta, oare este vorba despre pocăința lui Iuda, sau, în partea stângă este oare evocată cucerirea orașului Constantinopol de turci, în 1453? Cristos ar fi pe atunci o metaforă a Bisericii biciuite sub privirile unui turc?

## Compoziția tabloului
Această lucrare constituie un remarcabil exercițiu de perspectivă, o stiință încă nouă, de care Pietro della Francesca luase de curând cunoștință din Tratatul de pictură al lui Alberti, în 1435. Autorul pune aici în lumină principiile perspectivei lineare, așa cum le stabilise Brunelleschi. Personajele sunt plasate într-un spațiu determinat printr-o riguroasă construcție în perspectivă ritmată de coloane, arhitrave și pavimente. Linii diferite formează o rețea armonică în care dimensiunile decurg una din alta, ceea ce permite construirea unui univers matematic ideal.
Înălțimea tabloului, de 58,6 cm, corespunde lungimii unui braț toscan, unitate de măsură a epocii. Pentru artiștii Renașterii, inălțimea ideală a omului (reprezentat de Cristos) masoară trei brațe. Acest modul reglează așezarea în pagină și proporțiile tuturor părților tabloului. Așa, de exemplu, pictorul plasează linia orizontului în funcție de înălțimea lui Cristos. Axa verticală a compoziției împarte pictura în două părți, fiecare dintre ele devenind un tablou independent, după o metodă din Evul Mediu, condamnată de Giotto cu mai mult de un secol în urmă. Jumătatea dreaptă, cu grupul de personaje plasate în prim-plan, contribuie la evidențierea profunzimii din jumătatea stângă. Această scenă, cu cele două spații, unul exterior și altul interior, se deschide într-un al treilea spațiu, sugerat de prezența unei scări plasate în stânga. Cristos devine astfel intermediarul dintre lumea terestră, reprezentată de cele trei personaje din dreapta și lumea cerească sugerată de această deschidere luminoasă. Scena cu cele trei personaje primește lumina soarelui venind din stânga, în timp ce scena biciuirii este luminată de o sursa de lumină puternică și misterioasă, venind de sus și din dreapta, ascunsă în spatele unui capitel. Această repartizare a luminii, care alungă toate zonele de umbră, face ca scena să se desfășoare într-o atmosferă de neliniște și mister.